# 홋카이도 스페셜
홋카이도 스페셜(北海道スペシャル, ほっかいどうスペシャル)은  NHK 종합 텔레비전에서 방송되고 있는 NHK 삿포로 방송국이 제작한 지역 정보 프로그램이다.

## 방송 시간
- 금요일 저녁 8시 ~ 8시 43분(본방송)
  - 토요일 오전 10시 5분 ~ 10시 49분(재방송)